# Guy Lévis Mano
Guy Lévis Mano (n. 15 decembrie 1904, Salonic, Imperiul Otoman – d. 25 iulie 1980, Vendranges, Rhône-Alpes, Franța) a fost un poet, traducător, tipograf și editor francez. El a fost cunoscut, de asemenea, sub pseudonimul Jean Garamond.
El a fost din 1923 până în 1974 proprietarul unei edituri cunoscute sub acronimul GLM, care a publicat în special cărți ilustrate de artiști celebri.

## Viața și activitatea
Tipograf prin vocație, editor și poet, Guy Lévis Mano a alcătuit el însuși și a tipărit cărți și plachete pe hârtie de înaltă calitate, reeditate în mai multe tiraje dintre care unele pe hârtie colorată groasă. Cărțile lui au fost frecvent ilustrate de artiști și pictori celebri în prezent. El a acordat o mare importanță alegerii caracterelor, așezării în pagină - în armonie cu suportul de hârtie - și ilustrațiilor, fiind un editor inovator. 
A fost el însuși poet, iar opera sa este profund marcată de cei cinci ani de captivitate în Germania, ca prizonier de război în timpul celui de-al Doilea Război Mondial. 
Guy Lévis Mano a fost, de asemenea, un traducător al poeților străini, în special spanioli. 

### Posteritate
O colecție de cărți publicate de GLM, plachete și alte ediții sunt expuse într-un muzeu Guy Lévis-Mano creat de către fundația Robert Ardouvin din Vercheny, în Drôme. 
Asociația Guy Lévis-Mano gestionează fondul de cărți încă disponibile și difuzează informațiile despre Guy Lévis Mano și opera lui.

## Éditions GLM

### Autori publicați
- Georges Bataille
- René Char
- Andrée Chedid
- Jacques Dupin
- Paul Éluard
- Armel Guerne
- Edmond Jabès
- Pierre Jean Jouve
- Maryse Lafont
- Michel Leiris
- Lautréamont
- Jehan Mayoux
- Novalis
- Gisèle Prassinos
- Mario Prassinos
- Georges Schehadé
- Louis Scutenaire
- Pierre Torreilles
- Tristan Tzara
- Louis-François Delisse

### Cărți ilustrate
- Georges Bataille, Sacrifices, texte accompagnant un album de cinq-eaux fortes par André Masson, 1936 : Mithra, Orphée, Le Crucifié, Minotaure, Osiris (tirage limité à 150 exemplaires)[5].
- Revue Acéphale (1936-1939), illustrée par André Masson. Quatre numéros ont paru de juin 1936 à juillet 1937, le dernier numéro (juin 1939) n'ayant pas été publié, mais imprimé[6].
- Michel Leiris, Miroir de la tauromachie, avec trois dessins par André Masson, 1938 (tirage unique à 800 exemplaires) ; réédité par Guy Lévis Mano en 1964, précédé de Tauromachies.
- Pierre Jean Jouve, Kyrie, illustré de 49 lettrines par Joseph Sima, 1938 (tirage à 200 exemplaires).
- Pierre Jean Jouve, Le Paradis perdu, illustré de 12 eaux fortes par Joseph Sima, 1938 (tirage limité à 300 exemplaires).
- Coleridge, La Ballade du vieux marin, avec 8 illustrations et 22 lettrines de Mario Prassinos, 1946 (tirage limité à 695 exemplaires).
- René Char, À la santé du serpent, illustré de 26 dessins par Joan Miró, 1954 (tirage limité à 604 exemplaires).
- René Char, Retour amont, illustré de quatre eaux-fortes de Alberto Giacometti, 1965 (tirage limité à 188 exemplaires). Il s'agit de l'ultime œuvre de Giacometti qui, malade, ne put signer les exemplaires, comme mentionné dans le justificatif. L'ouvrage parut en décembre 1965, et Giacometti mourut le 11 janvier 1966[7].

## Opera

### Scrieri ale lui Guy Lévis Mano

#### 1924-1939
- Les éphèbes, illustré de 10 compositions de Lucien Lovel, La revue sans titre, 1924
- Trois poèmes de la tristesse et de la mort, images de Gaston Poulain, Des Poèmes, 1924
- C'est un tango pâmé, imagé par Gaston Poulain, Henry Parville, 1925
- Treize minutes, portrait et frontispice par Françoise Nicole, Henry Parville, 1927
- Au coin de l'aventure qui n'a pas de nom, avec une critique de poésie par Blaise Allan et dix essais d'illustration photographique par Gill Pax, Minutes, 1931
- Fait divers, images de Raymond Gid, Minutes, 1932
- Il est fou. 11 minutes, images de Raymond Gid, portrait du typographe par Pierre Reginaud, GLM, 1933
- Ils sont trois hommes, jeu typographique de l'auteur, GLM, 1933
- L'Homme des départs immobiles (fragment), dessins de Raymond Gid, interprétation typographique, GLM, 1934
- L'Homme des départs immobiles, GLM, 1934
- Jean et Jean, avec une photographie par Pierre Kieffer, GLM, 1935
- Longueur des nuits où rien n'arrive, frontispice de Dil, GLM, 1935
- Trois typographes en avaient marre, frontispice de Raymond Gid, GLM, 1935
- Négatif, avec une photographie de Man Ray, GLM, 1936
- Crâne sans lois, GLM, 1937
- Crâne sans lois, avec cinq dessins de André Masson, GLM, 1939

#### 1943-1947, sub pseudonimul Jean Garamond
- Poèmes, dans Cahier des écrivains prisonniers, Cahiers du Rhône, La Baconnière, 1943
- Images de l'homme immobile, préface de Pierre Jean Jouve, postface de Pierre Courthion et Albert Béguin, Cahiers du Rhône, La Baconnière, 1943
- Poèmes, dans Poètes prisonniers, cahier spécial de Poésie 43, Seghers, 1943
- Images de l'homme immobile, II, gravure de Valentine Hugo, édité par les Amis de GLM en l'attente du retour de Jean Garamond captif, 1945
- Captif de ton jour et captif de ta nuit, Images de l'homme immobile de Jean Garamond, GLM, 1945
- Homme exclu de la vie et de la mort, Images de l'homme immobile de Jean Garamond, GLM, 1945
- La Nuit du prisonnier, Images de l'homme immobile de Jean Garamond, portrait par Valentine Hugo, GLM, 1945
- Ont fait nos cœurs barbelés, préface d'Albert Béguin, onze dessins de Pierre-César Lagage, GLM, 1947
- Captivité de la chair, GLM, 1947

#### 1954-1974
- Mal à l'homme, GLM, 1948
- L'Extrême Adversaire, GLM, 1954
- Il n'y a pas plus solitaire que la nuit, GLM, 1957
- Le Dedans et le Dehors, GLM, 1961 ; les exemplaires de tête avec une eau-forte de Joan Miró, GLM, 1966
- Trois typographes en avaient marre, GLM, 1967
- Loger la source (édition collective contenant : L'Extrême Adversaire, Il n'y a pas plus solitaire que la nuit et Le Dedans et le Dehors), avant-poème de René Char, Gallimard, 1971
- Les absences du captif, GLM, 1974

### Reeditări
- Trois typographes en avaient marre, GLM, 1967 ; réédition dans une nouvelle composition avec l'accord de l'association Guy Lévis Mano, Quiero éditions, Forcalquier, 2011
- Loger la source ; réédition de l'édition Gallimard de 1971, augmentée des derniers poèmes et d'un avant-propos d'Andrée Chedid, Éditions Folle Avoine, Bédée, 2007
- Images de l'homme immobile ; édition reprenant l'ensemble des poèmes de captivité publiés entre 1943 et 1947, avec la gravure de Valentine Hugo, Éditions Folle Avoine, Bédée, 2013

### Traduceri
Guy Lévis Mano a tradus și editat operele lui Carlos Rodriguez Pinto, Jorge Manrique, Federico Garcia Lorca, Coleridge, Sfântul Ioan al Crucii, Lewis Carroll, Pablo Neruda, José Herrera Petere, Rafael Alberti, Ramon Lull, Lope de Vega, Juan Ramon Jimenez, Luis de Góngora, Shakespeare, Gil Vicente, precum și un mare număr de Coplas, Romances și Cantes flamencos.